# Jean Mauduit de Larive

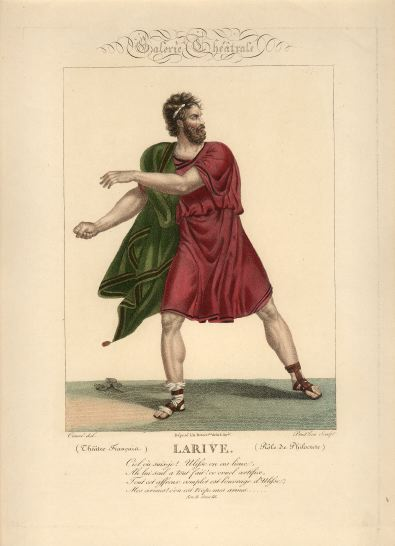
Jean Mauduit de Larive

Jean Mauduit de Larive (* 6. August 1747 in La Rochelle; † 30. April 1827 in Montlignon) war ein führender französischer Schauspieler des 18. Jahrhunderts.

## Frühes Leben
Jean Mauduit de Larive war der Sohn eines Krämers. Er entfloh im Alter von noch nicht einmal zwölf Jahren aus seinem Elternhaus und begab sich in ein Kloster in Bourbonnais, um dort nach Erreichen des gesetzlichen Alters in den Orden von La Trappe einzutreten. Ins väterliche Haus zurückgekehrt, schwärmte er, begabt mit einem ungewöhnlichen Talent zur Nachahmung, fortan leidenschaftlich für theatralische Vorstellungen, und durch das Verbot seiner Eltern, das Theater ferner zu besuchen, wurde jene Leidenschaft nur noch heftiger geweckt. Seine Eltern sahen sich daher veranlasst, ihn in Paris in einer strengen Pension unterzubringen, die er jedoch als 16-Jähriger aus Liebe zu einem jungen Mädchen heimlich verließ und diesem nach Honfleur folgte. Hierauf ließen ihn seine Eltern zur Bestrafung nach Saint-Domingue einschiffen, aber seine Schwärmerei für das Theater konnte dadurch nicht abgeschwächt werden. Sowohl während der Überfahrt nach Saint-Domingue als auch während seines dortigen fünfjährigen Aufenthaltes begann er nach seiner eigenen Aussage durch Begegnungen mit verschiedenartigsten Menschen und Beobachtung von deren Gemütsbewegungen die Menschendarstellung zu studieren.

## Theaterkarriere
Wie es Larive endlich gelang, sich seinen Wunsch zu erfüllen, Schauspieler zu werden, wird von ihm selbst berichtet. Nach seiner Rückkehr von Saint-Domingue war sein erster Schritt, sich dem berühmten tragischen Schauspieler Lekain vorzustellen und ihn auf seinen Berufswunsch aufmerksam zu machen. Lekain hörte eine Rolle von ihm deklamieren und riet ihm, nur so fortzufahren, er werde dann sicher ein großer Schauspieler werden. Der von dieser Erklärung geschmeichelte Larive verließ daraufhin Lekain wieder und fand bald darauf ein Engagement bei Mademoiselle Montansier am Theater zu Tours. Er gefiel bei seinem ersten Erscheinen auf der Bühne und sah sich nach zweijähriger Übung im Stande, auch am Theater der Hauptstadt aufzutreten. Nachdem er zur vollendeten Ausbildung seines Talents noch zu Lyon mit Beifall debütiert und nun Ruf erlangt hatte, kam er nach Paris. Dort gab er als Schützling der berühmten Claire Clairon am 3. Dezember 1770 sein Debüt am Théâtre-Français, wurde aber dort nicht aufgenommen.
Daraufhin begab sich Larive nach Brüssel, wo ihn D’Hannetaire für das Théâtre de la Monnaie engagierte und wo er vier Jahre lang an der Seite von Dazincourt, Grandmesnil und Florence spielte. Hier lernte er auch seine künftige Gattin Eugénie D’Hannetaire, älteste Tochter des Theaterdirektors, kennen. Diese war eineinhalb Jahre älter als Larive und heiratete ihn am 18. Juni 1776 in Paris, wo er am 29. April 1775 noch einmal am Théâtre-Français debütiert hatte und am folgenden 13. Mai dessen Mitglied geworden war.
Nach dem Tod Lekains (1778) erhielt Lavire, der Freundschaft mit Voltaire geschlossen hatte, zehn Jahre lang die ersten Rollen am Théâtre-Français und glänzte vorzüglich in jenen des Warwick, Orosman, Philoktet und Spartacus, die seiner körperlichen Schönheit und seinem wohlklingenden, alles durchdringenden Organ am meisten zusagten. Hierin erschien er seinen Landsleuten als klassisches Vorbild. Er begab sich in den französischen Provinzen regelmäßig auf Tourneen, trat 1780 in seiner Geburtsstadt auf und zeigte sich auch auf Bühnen in Lille, Genf, Bordeaux und anderen Städten. 1788 verließ er vorübergehend das Théâtre-Français, wohin er aber – nach Spielsaisonen vor allem in Lille – am 4. Mai 1790 in der Rolle des Ödipus noch einmal für kurze Zeit zurückkehrte.

## Einkerkerung während der Französischen Revolution
Als ein nicht unbedingter Anhänger der 1789 ausgebrochenen Französischen Revolution kam Larive während der Schreckenszeit nebst den meisten anderen Mitgliedern des Théâtre-Français ins Gefängnis. Ein Schreiber in der Kanzlei des Komitees der öffentlichen Sicherheit, der die großen Talente von Larive, Dazincourt, Préville, François-René Molé, Louise Contat  u. a., die sämtliche zur Hinrichtung durch die Guillotine bestimmt waren, zu würdigen wusste, rettete sie, indem er alle auf den diesen Künstlern zu machenden Prozess bezüglichen Schriftstücke nach und nach heimlich beiseite schaffte und vernichtete. Ehe neue Beweismittel gegen sie gesammelt werden konnten, bedeutete der am 9. Thermidor (27. Juli 1794) erfolgte Sturz Robespierres auch für sie die Rettung. Larive schloss sich nun mit jenen Mitgliedern des Théâtre-Français zusammen, die unter der Leitung von Mademoiselle Raucourt am Théâtre Louvois spielten.

## Späteres Leben
Doch gereizt durch Julien Louis Geoffroys öfters boshafte Kritiken sowie durch Eifersucht auf den stets wachsenden Erfolg François-Joseph Talmas zog Larive sich schließlich endgültig von der Bühne zurück. Er siedelte sich auf einem Landgut in Montlignon an, das im reizenden Tal von Montmorency lag, wurde 1802 auch Maire von Montlignon und machte sich um das öffentliche Wohl verdient. Hier heiratete er, nachdem er sich bereits 1794 von Eugénie D’Hannetaire hatte scheiden lassen, in zweiter Ehe am 13. März 1804 die Brüsselerin Catherine Van den Hove (* 1771; † 1816).
1804 hielt Larive auch einen öffentlichen Kurs über die Vortragskunst. Joseph Bonaparte lud ihn 1806 nach Neapel ein, um dort ein französisches Theater einzurichten. Als Joseph Bonaparte 1808 spanischer König wurde, kehrte Lavire nach Montlignon zurück. Im Alter von 68 Jahren trat er am 25. April 1816 zu einem wohltätigen Zweck am Théâtre-Italien noch einmal als Tankred auf und erntete reichen Beifall. Er starb am 30. April 1827 im Alter von 79 Jahren auf seinem Landgut bei Montlignon.

## Schriften
Larive schrieb auch über seine Kunst. So hinterließ er den sehr geschätzten Cours de déclamation divisé en douze séances (Paris 1804) sowie Cours de déclamation prononcé à l’Athénée de Paris (2 Bde., Paris 1810). Außerdem verfasste er die lyrische Szene Pyrame et Thisbé (Paris 1784; 2. Auflage 1791), die getreu Ovids Darstellung der Sage von Pyramus und Thisbe wiedergibt und am 2. Juni 1783 aufgeführt wurde, sowie Réflexions sur l’art théâtral (Paris 1801).